# 대한민국의 자원
대한민국의 자원에 대해 설명한다.

## 한국의 농업자원(農業資源)
대한민국의 농업에 있어서 가장 곤란한 것은 경지(耕地)가 좁은 점이다. 그러한 관계로 대한민국은 경지의 확장에 비상한 관심을 보여 왔다. 산지를 깎아서 산복(山腹)까지 계단 경작을 하는 한편, 간척으로 농지를 넓히려는 노력을 계속하였다. 실제로 1960년대 이후 대한민국의 급진적인 공업 발전과 사회 간접산업의 진척이 있었지만 농토의 감소는 그다지 크지 않았다. 1960년대 초기까지에는 한국의 농업은 자급자족을 목적으로 하는 것이었다. 그 후 국내의 공업이 크게 발달하였고, 철도망과 도로망이 형성됨에 따라 농경지가 점차로 감소 현상을 나타내고, 1일 생활권의 형성에 따라 근교농업은 전국으로 확대되어 상품 작물과 고급 채소의 재배가 발달하였다.
그러나 1990년대부터 우루과이 라운드등 각종 경제개방을 계기로 하여 대한민국의 식량 자급률이 점점 떨어지기 시작한다. 이에 정부는 2022년 중장기 식량안보 강화방안 발표를 통해 식량자급률을 2027년까지 55%로 끌어올린다는 목표를 세웠다.
- 쌀 ― 쌀은 조선시대 이후 대한민국의 농촌에서는 소위 환금농물(換金農物)이라고 부르는 중요한 상품 농산물이었으나 오늘날까지 이 상태는 크게 변동이 없다. 다만 1977년이후 비로소 쌀의 자급률이 103%에 이르러 정부에서 미곡 증산책을 완화하였으며, 특용작물 재배 농가가 늘어남에 따라 쌀의 환금농물로서의 기능이 점점 줄어들고 있다.
- 맥류(麥類) ― 농가의 자급용인 보리(大麥), 쌀보리(裸麥) 등의 맥류는 경지면적이 감소추세에 있다.
- 목화(棉)·삼(大麻)·모시(苧麻) ― 이들 공업원료작물은 외국 농업과의 경쟁, 또는 다른 화학 공업에 의한 대용품과의 경쟁으로 한국의 목화·삼·모시의 생산량은 감소되어 가고 있다.

## 한국의 임업자원(林業資源)
대한민국 국토면적의 약 70%는 임야(林野)로 되어 있다. 1970년대까지만 해도 한국 사람들의 생활자재는 임산자원에서 얻어지는 비율이 높았다. 한국의 가옥은 대체로 재목(材木)과 종이로 되어 있을 뿐만 아니라 생활연료 또한 장작, 나뭇가지, 숯 등을 주로 이용하여 산림황폐에 주요인이 되었다. 그러나 1970년대 후반 이후 산업화가 본 궤도에 오르면서 연탄, 석유, 가스, 전기가 대체 연료로 널리 보급되어 더 이상 산림파괴는 이루어지지 않았다.
우리가 산림을 가꾸고 보호해야 할 이유는 단순히 자원보호나 환경보호 측면에서만이 아니고 벼농사(稻作)와 불가분의 관계에 있는 하천의 유지 측면에서도 임산자원의 보전은 긴요한 일이 아닐 수 없다. 임산자원이 고갈되어 가는 근거로서 삼림의 연간 총벌채량(年間總伐採量)이 연간 생장량(年間生長量)보다도 많다는 것을 들 수 있다. 그러나 총생장량의 숫자는 다른 나라와 마찬가지로 정확한 숫자를 얻기 힘든 관계로 임산자원의 보호 유지에 큰 문제를 던져 주고 있다. 어떻든 한국의 임산자원은 8.15광복과 6.25전쟁 등 행정상의 공백기에 이르러 남벌될 대로 남벌되어 도로·철도 연변과 취락 가까이에 있는 산림은 거의 황폐 상태에 이르렀다. 5·16군사정변에 의한 군사정부가 수립되면서부터 산림정책에 일대 혁신을 일으켜 산림녹화, 입산금지, 1벌 10식(一伐十植) 등의 녹화정책과 아울러, 연료를 연탄과 유류로 대체한 데서 대한민국의 산림은 비약적으로 녹화되었다.

## 한국의 수산자원(水産資源)
예부터 한국의 수산자원은 풍부한 것으로 알려졌다. 즉 동해(東海)의 대구·명태·청어·꽁치·전갱이·오징어, 황해(黃海)의 조기·넙치·가자미, 남해(南海)의 멸치·고등어·갈치·방어 등과 김·우뭇가사리 등의 자원이 풍부하다. 그러나 최근에 대한민국의 수산 자원은 크게 고갈되었다는 것을 우려하지 않을 수 없게 되었다. 대한민국 어업경영(漁業經營)은 소규모이고 수노동(手勞動)에 의한 연안어업(沿岸漁業) 중심이다. 그러므로 대한민국의 어업은 농업이나 광업과 마찬가지로 노동 생산성이 극히 낮은 영세어업이 주류를 이룬다. 자본이나 시설이 빈약한 많은 영세어민이 연안어업에 진출하여 남획을 일삼게 되었다. 이 결과로 자연적인 원인도 있으나 대한민국 연안의 수산자원은 감소 일로에 있고, 청어·고래 등은 생산량이 격감되어 가고 있으며 정어리는 거의 나타나지 않게 되었다.
이에 따라 정부는 어선건조(漁船建造)·어항수축(漁港修築) 등과 같은 생산시설 확충과 원양어업의 육성 및 수산물 수출진흥 등의 수산진흥 시책으로 어가(漁家)의 소득 증대와 어종 보호에 힘쓰고 있다.해역별(海域別) 어업생산량의 추이를 보면 일부 연안어업이 다소의 부진을 보였을 뿐 전반적으로 활발한 움직임을 보여 증산되었다. 이 중에서도 원양어업은 매년 놀랄 만큼 성장을 보였고, 이보다 성장률은 낮으나 근해어업·양식어업도 성장되었다. 이에 따라 어업구조 면에서 원양어업의 생산비중이 계속 높아져 가고 있는 반면 연안어업의 비중은 계속 감소되어 가고 있다. 한편 해양수산부는 연근해어업의 업종을 재편하고, 조업구역을 조정하는 등 연근해 자원구조에 맞게 연근해 어업구조를 전면 개편하고, 어획량관리중심체제로 전환하여 자율적인 어업관리체제를 구축할 계획이다.

## 한국의 지하자원(地下資源)

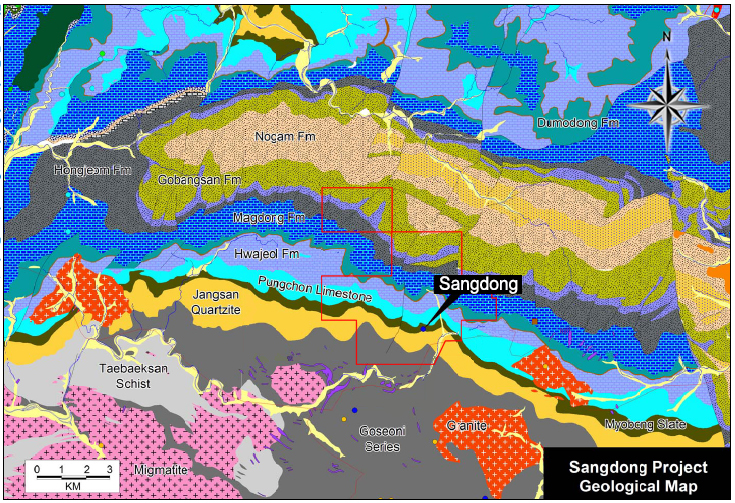
상동광산의 지질도

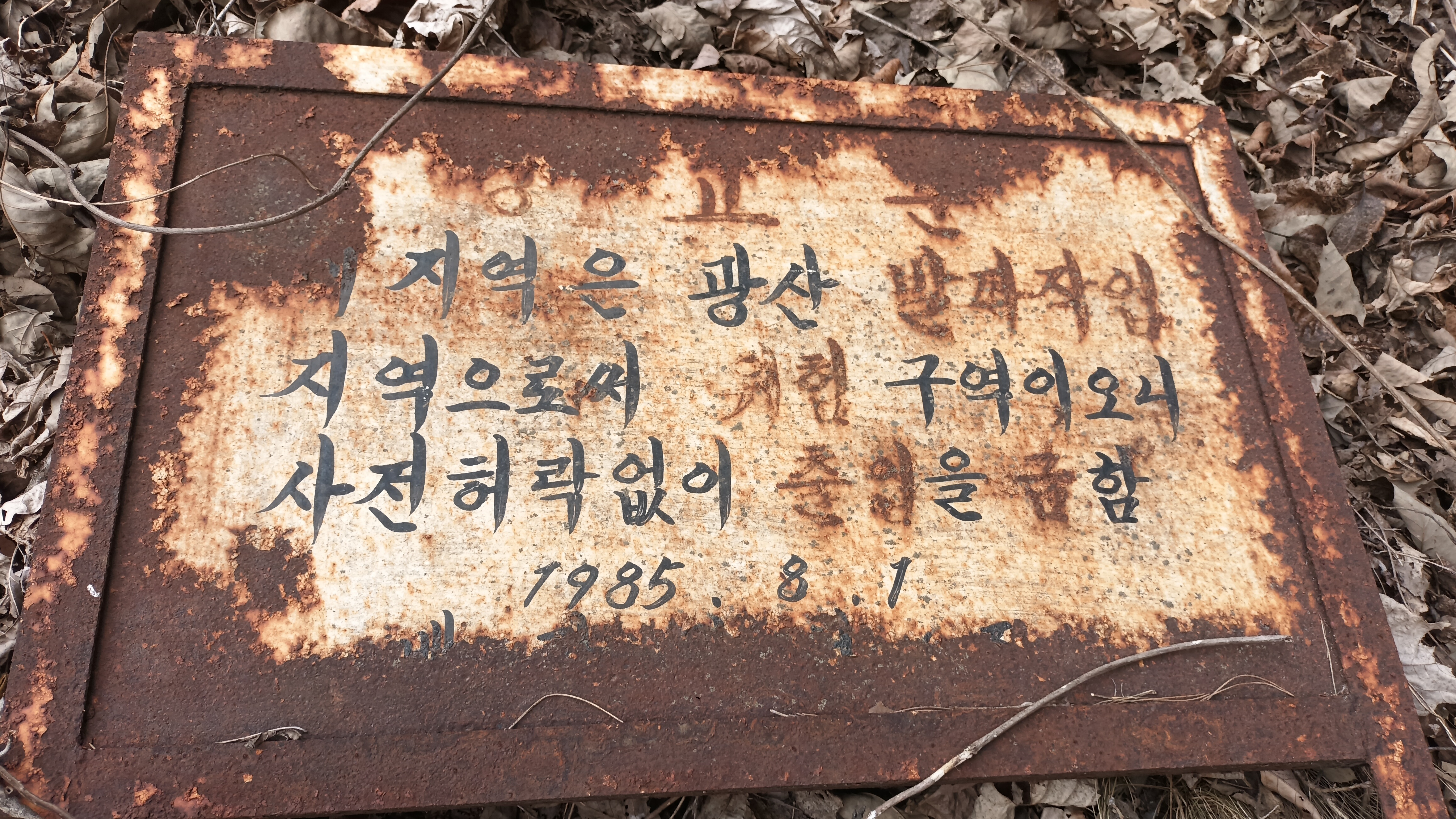
단양군의 버려진 광산 안내판

자연(自然)은 사회상태에 따라 다른 뜻을 갖는 것과 같이 자원도 과학의 발달, 국가의 필요 등에 따라 다른 가치를 지닌다.
대한민국 각지에 거의 무진장하게 분포되어 있는 조선 누층군의 석회암(石灰岩)은 시멘트 공업과 석회공업(石灰工業)의 발달에 따라서 오늘날에는 대한민국의 중요한 자원으로 등장하였다.
또한 텅스텐(중석(重石))도 비슷한 환경하에 있다. 텅스텐은 특수강, 고속도강(高速度鋼) 제조 등에 불가결의 광물이지만 1950~1960년대 당시 대한민국에서는 거의 수요량이 없고, 대부분의 텅스텐광을 미국·일본 등으로 수출하였다. 즉 군사적인 수요(需要)가 있어야 하고, 대한민국은 텅스텐광에 관한 한 선진 각국의 수요 여하에 따라 좌우되어 온 형편이다. 대한민국은 국내시장이 좁고, 대부분을 수출시장에 의존하지 않을 수 없으므로 외국의 수요 감소 때문에 필연적으로 대한민국의 텅스텐 생산량과 수출량은 급격히 감소되었다. 최근 국내 중화학공업 발달과 더불어 1975년 대한중석이 금속텅스텐 가공을 시작함에 따라 국내 총 생산량의 17∼18％ 정도가 내수용으로 공급했다. 상동광산은 단일 광구로는 세계 최대의 텅스텐 광산이었으나, 1990년대부터 값싼 중국산 텅스텐의 유입으로 1994년에 폐광되었다.
한편 함경북도 무산(茂山)군의 철광산은 그 매장량으로 보아 아시아 최대급의 철광산의 하나이다. 즉 매장량이 11억t이나 되는 자철광의 철산이다. 그러나 이 철광은 38% 내의 빈광이기 때문에 비교적 일찍 발견되었으면서도 개발에 착수하지 못하고 방치되었다. 그러나 근래에 이르러 빈광처리법(貧鑛處理法)의 발달과 세계적인 철강(鐵鋼) 수요의 격증에 따라 1935년부터 무산 철산은 개발을 보게 되었다. 특히 무산 철산은 자력선광(磁力選鑛)을 거쳐 청진시으로 수송된 후에 제철되었으며 상당량의 철광석은 선광을 거쳐 일본으로 수출되었다. 오늘날에는 김책제철소에 공급한다.
해수 중에는 극히 미량이기는 하나 금(金)이 함유되어 있으며(해수 1,000,000톤당 금 6그램이 들어 있다.) 전기분해에 의하여 이를 채취하는 것은 기술적으로도 가능하다. 그러나 이 방법으로 채금하는 데는 막대한 경비를 요하므로 기술적으로는 가능하더라도 경제적으로는 도저히 불가능한 일이다.
이와 같이 자원이라 하여도 사회적 수요가 격증하고 기술이 진전됨에 따라 비로소 지하자원으로 개발되는 것이며 수요량이 감소되면 지하자원의 개발도 따라서 줄어든다. 또한, 자원을 형성하는 데 있어서 기술은 일반적으로는 큰 의의가 없다. 기술이 있어도 막대한 경비를 요하면 이미 자원으로서의 가치를 잃기 때문이다. 그러므로 자원이라는 의의를 부여하는 것은 기술보다도 그 기술을 전제조건으로 하는 경제적 여건이 되는 것이다. 동일한 자연적·기술적 조건하에 있으면서 시대와 장소를 달리함에 따라 자원이 될 수도 있고, 또는 안 될 수도 있는 것이다.

### 태백산 광화대
강원특별자치도 남부 영월군, 정선군, 태백시, 삼척시에 걸쳐 있는 태백산분지는 대한민국의 주요 스카른 광상들이 밀집되어 있는 지역으로 아연, 납, 텅스텐, 철, 구리, 몰리브데넘, 금, 은 등의 금속광상이 다량 수반된다. 대표적으로 조선 누층군의 석회암 지층(풍촌 석회암층 등)이 분포하는 정선군 신예미광상과 동남광상, 거도광상, 삼척탄전 원동광상의 철 스카른, 상동광산의 텅스텐 스카른, 태백시 가곡광상과 제1, 제2 연화광산의 연−아연 스카른 등이 분포하고 있다. 태백산분지의 천부 마그마−열수 시스템은 고태평양판의 북서방향 섭입과 관련된 불국사 조산운동과 연계되어 있는 것으로 알려져 있다. 태백산 광화대의 금-은 광상들은 주로 금-은 광상들은 조선 누층군을 모암(母巖)으로 한다.

### 텅스텐
영월군의 상동광산이 가장 대표적인 텅스텐 광상이며 이외에 제천시의 동명 중석-휘수연광상 및 월악 중석-몰리브데넘광상, 대구광역시의 달성 동-중석광산, 부산광역시의 일광 동-중석광상 등이 있다.

### 구리, 아연
제천시의 당두 연-아연 광상, 의성군의 동일-동척옥산광상 등이 있다.

### 금
금이 산출되는 광산은 삼척시의 삼조광상, 둔전 금-은-안티모니광상, 정선군의 백전광상, 동원광상, 봉화군의 금정광상, 제천시의 제천광산, 음성군의 무극광상, 통영시의 통영광상 등이 있다.

### 매장량
다음은 대한민국의 지하자원 매장량이다.(2022년 통계청 자료이고, 추정량은 괄호 표시)
| 광물명      | 매장량(톤, 확인량+추정량)      | 가채년수(년)    | 생산광산(곳) |
| ----------- | ------------------------------ | --------------- | ------------ |
| 금          | 6,200,000(3,778,000)           | 2.3             | 96           |
| 은          | 8,400,000(4,660,000)           | 1.6             | 13           |
| 구리        | 2,300,000(2,037,500)           | 0.1             | 27           |
| 납과 아연   | 17,200,000(9,368,600)          | 납 1.5/아연 0.4 | 31           |
| 철          | 49,600,000(32,200,000)         | 0.4             | 31           |
| 텅스텐      | 16,616,700(9,682,800)          | 73.8            | 17           |
| 몰리브덴    | 7,169,600(3,861,000)           | 1.3             | 4            |
| 망간        | 360,000(360,000)               | 0.1             | 2            |
| 안티몬      | 22,000(12,000)                 | -               | 1            |
| 주석        | 947,000(907,000)               | -               | 1            |
| 희토류 금속 | 25,970,000(15,968,000)         |                 | 1            |
| 석회석      | 12,928,099,000(11,540,083,300) | 111.8           | 274          |
| 납석        | 72,861,200(72,518,200)         | 156.1           | 32           |
| 규석        | 2,646,946,200(2,634,698,400)   | 452.9           | 246          |
| 장석        | 102,998,800(102,988,400)       | 213             | 52           |
| 고령토      | 116,537,200(115,262,900)       | 37.4            | 135          |
| 운모        | 12,477,600(12,477,600)         | 107             | 11           |
| 활석        | 11,106,100(6,174,000)          | 58.6            | 25           |
| 흑연        | 2,595,500(2,491,500)           | 167.6           | 14           |
| 형석        | 477,000(424,000)               | 3.2             | 38           |
| 불석        | 29,454,600(29,454,600)         | 88.2            | 16           |
| 규조토      | 3,427,200(3,427,200)           | 63.0            | 5            |
| 규회석      | 4,234,500(4,234,500)           | 118.7           | 7            |
| 명반석      | 29,299,300(29,299,300)         |                 | 4            |
| 사문석      | 23,393,400(23,393,400)         | 113.5           | 6            |
| 석면        | 695,500(571,500)               | -               | 5            |
| 석영/자수정 | 44                             | 850             | 3            |
| 중정석      | 842,100(231,000)               | 16.6            | 1            |
| 홍주석      | 1,041,000(1,041,000)           | 88.3            | 1            |
| 규사        | 5,848,200(5,848,200)           | 2.4             | 14           |
| 연옥        | 115,600(84,400)                | -               | 1            |

## 한국의 동력자원(動力資源)
대한민국의 태백산맥 주변 태백시의 삼척탄전과, 문경시의 문경탄전 등에는 풍부한 양의 무연탄(無煙炭)이 매장되었으며, 전국 석탄 매장량은 약 15억톤으로 추정된다. 그러나 1930년경까지는 이의 개발이 거의 고려되지 못하였다. 그러던 것이 태평양 전쟁이 터져 석탄의 수요량이 늘어나면서 석탄개발이 시작되었다. 이 결과로 태백산 주변의 석탄은 일본의 기술과 자본에 의하여 대대적으로 개발되기 시작하였다.
8.15 해방 이후 자본과 기술 부족으로 석탄산업은 침체되었다가 미국의 원조로 조금씩 석탄 생산량을 늘렸다. 1970년대 에너지 위기여파로 연탄 수요가 폭등하자 정부는 대한석탄공사등 탄광업체들한데 보조금을 지급해서 석탄생산량 증대에 박차를 가했다. 1988년이 되면서 1963년의 세 배 가까운 채굴량 2,429만톤을 기록하게 되었다. 1980년대 중반부터 유가가 안정되고 국민소득 증가로 연탄수요가 감소하기 시작했다. 그 결과, 1987년부터 석탄산업 합리화 정책이 시행되었고 1988년 기준 347개에 달하던 대한민국의 탄광은 꾸준히 감소해서 2025년 6월말 기준으로 대한석탄공사의 도계광업소가 폐광되면서 민영탄광인 경동탄광만 남았다.
대한민국 제주도 남방의 해저광구인 제5광구 및 제7광구 수역에는 석유가 매장되어 있을 것으로 예상하면서도 대한민국의 기술과 자본만으로서는 개발을 할 수가 없으므로 미국 또는 일본 석유업체들과 합작하여 개발에 착수하였다. 1986년까지 한일공동개발구역에서 7개 시추공을 뚫었고 3개 시추공에서 소량이지만 석유와 가스가 발견되기도 했다. 1998년 7월에 울산 앞바다에서 동해-1 가스전을 발견하여 2004년 11월부터 연간 40만톤 안팎의 천연가스를 생산했다. 2021년 12월말 매장량 고갈로 생산이 종료되었다.
자원의 개발은 먼저 자연에 부여(賦與)되어 있어야 하며 다음에는 기술적으로 개발이 가능하여야 하고, 그리고 끝으로 경제적 조건과 부합되어야 하는 것이다.

## 한국의 수자원(水資源)
대한민국은 수자원이 비교적 풍부한 국토 조건을 가졌으나 수자원(水資源)의 원천이 되는 강수 특성이 계절적으로나 지역적으로 균형을 이루지 못한 까닭에 농업을 비롯하여 발전용수나 공업용수에 이르기까지 많은 제약을 받고 있다. 고대부터 홍수와 한발의 악순환을 극복하려고 노력하면서 농업용수 개발에 괄목할 만한 성과를 이룩하였다. 또한 대한민국의 생활필수품인 소금·어류 등은 하천의 상류 지방으로, 곡물·임산물 등은 하류 지방으로 운반하였으며, 또 각지의 강나루터는 교통의 요지로 번성하였다. 대체로 하천의 유역 면적이 50∼60km2 이상의 수량이 많은 강에는 도선(渡船)이 발달한다. 그리고 나루터에는 도함(渡函)이라고 부르는 관리를 두어 수운정리를 하였다.
대한민국에서는 고대부터 수차(水車)를 이용하여 왔으며, 하천에 섭이나 호박돌을 쌓아 하천의 일부를 1ｍ가량 막아 올려 1ｍ 내외의 낙차를 얻어 3ｍ 내외의 직경을 갖는 수차를 회전시켜, 정곡(精穀)·제분용 물레방아의 동력으로 이용되었다.1920년부터 식량대책의 일환으로 황해안에서는 소규모의 간척 사업이 진행되었다. 1926년에는 부전강 수계 및 장진강 수계에서 각각 20만kW와 33만 4,000kW의 수력발전소가 준공되었는데 모두 수로식(水路式) 발전이었으며, 계속하여 유역변경(流域變更)에 의한 고낙차(高落差) 지점의 개발이 활발히 진행되었다. 댐의 설계 및 시공기술이 발달됨에 따라 대규모의 수력개발이 이루어졌는데 제2차 세계 대전 중에 건설된 수풍댐은 70만 kW의 발전 시설을 갖는 발전소로 댐의 높이는 약 100ｍ이고 유효저수량이 76억m3나 되었다. 생활용수 공급 시설로는 1895년에 부산시 상수도 건설을 효시로 하여 해방 전까지 83개의 시읍에 상수도 시설이 있었는데 이들은 거의 하천에서 직접 취수(取水)하여 급수하는 것으로 부산시 상수도와 같이 저수지에 의한 것은 적었다. 1936년 이후 일본의 대륙 침략전의 격화에 따라 대한민국은 그들의 대륙 병참기지로서의 역할이 중시되었다. 따라서 북한지역에 대해서는 공업지대에 공업 용수를 공급하는 시설을, 남한 지역에 대하여는 식량증산정책이 추진됨에 따라 대한민국의 수자원개발이 북한 지역에서는 수력개발(水力開發), 남한지역에서는 관개수리(灌漑水利) 사업이 주가 되었다.
광복 후에는 1962년까지 치수나 이수 사업이 전후복구사업의 일환으로 외국원조와 빈약한 일반국고로 추진되었다. 그러다가 근래에는 공업화에 의한 경제개발계획에 따라 그 기반인 동력(動力)-공업용수 확보 및 도시생활용수 수요가 증가됨에 따라 다목적댐의 건설에 중점을 두었다. 그 결과, 제1차 경제개발계획 기간에 남강과 섬진강의 다목적 댐 공사를 끝냈다. 이어서 춘천댐이 완성되고, 5차 경제개발계획까지 의암댐·소양강 다목적댐-팔당댐이 완성되고 아산호와 남양호가 준공되었다. 이어 낙동강 안동댐-삽교호-대청댐-아산호-미호천의 3개 댐이 완성되었다. 1985년에는 충주댐이 완성되었고, 청평·삼랑진에는 양수식 발전 시설까지 갖추게 되었다. 그리고 87년에는 합천댐이 완성되었다. 한편 밀양-횡성-용담댐 등이 완공되면 총 21억 9,150kW의 수력 에너지를 확보하게 된다.